# Bohan
Bohan (oroszul: Бохан) település Kelet-Szibériában, Oroszország Irkutszki területén, az Uszty-ordinszkiji Burját körzetben. A Bohani járás székhelye.		
Lakossága: 5169 fő (a 2010. évi népszámláláskor).

## Fekvése
Az Irkutszki terület déli részén, Irkutszktól északra, az Ida (az Angara jobb oldali mellékfolyója) bal partján helyezkedik el.

## Története
A 16. század végén vagy a 17. század elején keletkezett. Eredeti neve Argahan, ezt 1902-ben változtatták Bohanra. Mezőgazdasági jellegű járás székhelye. 

## Oktatás
Középfokú pedagógiai oktatási intézménye (Bohanszkij pedagogicseszkij kolledzs) elődjét 1932-ben alapították. A kolledzsben ma szakembereket képeznek az óvodák és az iskolák alsó osztályai számára, valamint szociális munkára.
A településen van az Uszty-ordinszkiji Burját körzet egyetlen felsőoktatási intézménye. A Burját Állami Egyetem (Ulan-Ude) bohani filiáléját 1999-ben alapították, a következő évben vette fel első hallgatóit és 2013-ban is még sikeresen működött. 2014 nyarán azonban – az ország sok más felsőoktatási intézményével (fiókintézményével) együtt – központilag leállították további hallgatók felvételét és elrendelték az intézmény bezárását vagy jelentős „átszervezését”.
2015 augusztusra a karok (fakultások) zöme megszűnt, és a felsőoktatás fizetőssé vált. Az intézményt vezetői még ebben a csonka felállásban is igyekeztek a körzet oktatási, tudományos, kulturális központjaként fenntartani.